# Castillo de Tanstein
El castillo de Tanstein (en alemán: Burg Tanstein) es un castillo construido sobre una roca ubicada en el sur del bosque del Palatinado, en la región alemana de Wasgau, próximo a la localidad de Dahn en el estado federado de Renania-Palatinado. Es uno de los tres castillos de Dahn, junto a los de  Altdahn y Grafendahn. Aunque los tres castillos están situados en la misma cresta rocosa, no se construyeron al mismo tiempo.

## Historia
Tanstein es el más antiguo de los tres castillos de Dahn. Un documento de 1127 indica que en aquel momento Anshelmus de Tannicka era el propietario y alcaide del castillo, por lo que probablemente se construyó a inicios del siglo XII. En acta emitida por el emperador Federico Barbarroja en 1189, el castillo se designa como feudo imperial.
En 1328, el castillo se convirtió en feudo de los Obispos de Espira. En los años siguientes, la propiedad cambió de manos frecuentemente, lo que sugiere que en aquel momento la propiedad no era heredable. En 1512 Federico II de Dahn compró el castillo. Este era un aliado de Franz von Sickingen, lo que lo llevó a involucrarse en la llamada Revuelta de los Caballeros contra el emperador. Tras la derrota y muerte de Sickingen en 1523, el castillo de Tanstein cayó en manos de los vencedores. Fue ocupado por las tropas del arzobispo de Tréveris hasta 1544, momento durante el cual la estructura sufrió probablemente graves daños, ya que fue abandonado en 1585. En 1689, al comienzo de la Guerra de Sucesión Palatina, los franceses destruyeron por completo las ruinas.

## Descripción
Los tres castillos de Dahn se encuentran en una cresta rocosa. El castillo de Tanstain ocupa los dos afloramientos rocosos que se encuentran en el extremo occidental de la cresta. Ambas rocas estaban unidas originalmente por un puente. En la roca oeste había edificios aparentemente de tipo popular, que fueron construidos contra las rocas. Esto se infiere por los agujeros y otras marcas en las rocas, así como una gran cisterna que recogía y almacenaba el agua que caía de los tejados. En el patio de armas todavía existen restos de los muros originales que datan del siglo XV, en los que hay ruinas de una herrería y un horno de fundición. En tiempos modernos se han agregado arbitrariamente nuevos parapetos.
|                                                    |
| Vista desde el patio de armas hacia la roca oeste. |

|                            |
| Cisterna en la roca oeste. |

|                                               |
| Vista del patio de armas desde la roca oeste. |